# 山姆·J·瓊斯
山繆·傑拉德·「山姆·J」·瓊斯（英語：Samuel Gerald " Sam J. " Jones，1946年7月22日—）或簡稱山姆·J·瓊斯（英語：Sam J. Jones），美國男演員。
瓊斯在1979年出演了首部電影——浪漫喜劇片《十全十美》。藉此擊敗了寇特·羅素與阿諾·史瓦辛格成為英國科幻電影《飛俠哥頓》（1980年）的主演。之後，便開始接演許多電影與電視劇。其他知名作品如電視劇《紅色代碼》（1981年至1982年）、《第一與十》（1986年）、電影《熊麻吉》（2012年）與《熊麻吉2》（2015年）。

## 外部連結
- 山姆·J·瓊斯在互联网电影资料库（IMDb）上的資料（英文）
- 在AllMovie上山姆·J·瓊斯的頁面（英文）